# Claudia Nolte
Claudia Nolte, nacida originalmente como Claudia Wiesemüller (Rostock, entonces en la Alemania oriental, 7 de febrero de 1966) es una política alemana perteneciente a la Unión Demócrata Cristiana (CDU).

## Biografía
Nació en la ciudad báltica de Rostock, que entonces formaba parte de la República Democrática Alemana (RDA) o simplemente "Alemania oriental". Años más tarde, Nolte se unió a la Unión Demócrata Cristiana (CDU), convirtiéndose en la ministra más joven de la historia de Alemania, desde 1994 a 1998. Fue Ministra Federal para la familia, ancianos, mujeres y asuntos de la juventud y, en virtud de este cargo, presidió el Consejo de la Unión Europea de Ministros. Claudia es católica y participa activamente en la comunidad católica. 
Está casada con el periodista de investigación David Crawford del diario The Wall Street Journal. Con su matrimonio en julio de 2008, cambió su nombre por el de Claudia Crawford.

## Publicaciones
- Die Bedeutung des Internet für die weltweite Wahrnehmung der Vereinten Nationen, in: Alexander Bilgeri und Alexander Wolf (Hrsg.): „Diplomatie Digital“, Verlag Barbara Budrich, Opladen 2004.
- Putins "Gelenkte Demokratie" - Weg zum authoritären Staat?, in: Erich G. Fritz (Hrsg.): Forum Internationale Politik. Russland nach den Wahlen - Weg ohne Demokratie oder russischer Weg zur Demokratie (erscheint im Herbst 2004)
- Wirtschaftsstärke mit Sozialkompetenz verbinden: globale Veränderungen fordern mündige Bürgerinnen und Bürger, in: Rita Süssmuth (Hg.): Mut zur Macht in Frauenhand - Herford. - (2001), S. 196 - 201.
- Auf jeden Fall freiheitlich demokratisch!, in: Hans-Otto Mühleisen (Hrsg.): Welche Gesellschaft - welches Deutschland?: PolitikerInnen der jungen Generation entwerfen Zukunftsbilder, Frankfurt am Main: Knecht, 1999.
- Familienpolitik als Zukunftsaufgabe, in: Die Zukunft der Familie : Aufgaben und Perspektiven moderner Familienpolitik / [hrsg. von der Konrad-Adenauer-Stiftung, Bereich Forschung und Beratung] - Sankt Augustin. - (1998), S. 9 - 19.
- Frauen sind die Gewinnerinnen der modernen Welt, in: Leitbild auch für morgen: Die soziale Marktwirtschaft: Thesen zur Gestaltung Deutschlands und Europas / Matthias Wissmann (Hrsg.). - München. (1998), S. 87 - 92.
- Läßt sich sexueller Kindesmißbrauch mit politischen Mitteln bekämpfen?, in: Prävention des sexuellen Kindesmißbrauchs: gesellschaftspolitische Implikationen und Reaktionen / Hanns-Seidel-Stiftung e.V. - München, S. 79 - 85.
- Das Internationale Jahr der Senioren der Vereinten Nationen 1999: eine Gesellschaft für alle Lebensalter; der internationale Rahmen und der derzeitige Stand der Umsetzung in Deutschland, in: Nachrichtendienst des Deutschen Vereins für Öffentliche und Private Fürsorge, - 77 (1997),9, S. 265 - 268.